# Iterativ metode
Indenfor computerbaseret matematik er en iterativ metode en matematisk procedure, som anvender en startværdi til at generere en sekvens af bedre og bedre approksimative løsninger for en klasse af problemer, hvor den nte approksimative løsning afledes af den tidligere. En specifik implementation af en iterativ metode, inklusive terminering kriterie, er en algoritme af den iterative metode. En iterativ metode kaldes for konvergent, hvis den korresponderende sekvens konvergerer for de givne startapproksimationer. En matematisk stringent konvergensanalyse af en iterativ metode udføres typisk; men, heuristisk-baserede iterativ metode er også almindelige.

## Direkte metode kontra iterativ metode
I modsætning til iterativ metoder, forsøger direkte metoder at løse problemet med et endelig sekvens af beregningsoperationer. I fraværet af afrundingsfejl, ville direkte metoder levere eksakte løsninger (ligesom at løse et lineært ligningssystem {\displaystyle A\mathbf {x} =\mathbf {b} } ved Gauss-elimination). Iterative metoder er ofte det eneste valg for ikke-lineær ligninger. Men iterative metoder er ofte anvendelige selv for lineære problemer, der involverer mange variable (nogle gange i størrelsesordenen millioner), hvor direkte metoder ville være uoverkommeligt dyrt (og i nogle tilfælde umuligt) selv med den bedst tilgængelige computerkraft.